# Krigia biflora
Krigia biflora là một loài thực vật có hoa trong họ Cúc. Loài này được (Walter) S.F.Blake mô tả khoa học đầu tiên năm 1915.